# Criollitos de Venezuela
La Corporación Criollitos de Venezuela es una institución de formación de béisbol infantil presente en la mayor parte de Venezuela. Funciona no solo como academia, sino como medio de formación integral de los menores a través del deporte.
Fundada el 20 de febrero de 1962 por el ex-pelotero profesional Luis Zuloaga, el doctor José Del Vecchio, Oswaldo Amaya, Mireya de Montanari, junto con otros dirigentes, entre ellos Luis Briceño; los sacerdotes Luis Ramos Cordero y Moreta; el pelotero Pompeyo Davalillo, Honorio Pérez y Nicolás Sandoval, quienes inauguraron esa fecha el Primer Campeonato Oficial de los Criollitos de Venezuela. La organización se registró el 20 de octubre de 1965.
Para el 2005 la institución agrupaba a más de 100.000 deportistas en edades comprendidas entre los 5 y los 19 años.
Algunos de los más importantes beisbolistas de Venezuela han salido del semillero de los Criollitos, como ejemplo los jugadores de Grandes Ligas: Bob Abreu, Freddy García, Omar Vizquel, Cristóbal Colón, Andrés Galarraga y Pablo Sandoval.